# Skibińce
Skibińce (ukr. Скибинці) – wieś na Ukrainie w rejonie trostianeckim, obwodu winnickiego.

## Dwór
- dwór wybudowany na początku XIX w. rozbudowany przez Leonarda Madeyskiego (1800-1877) marszałka szlachty powiatu taraszczańskiego istniał do 1917 r.[3] Dwór posiadał więżę w stylu neogotyckim[4].